# Brasil en los Juegos Olímpicos de Tokio 2020
Brasil estuvo representado en los Juegos Olímpicos de Tokio 2020 por un total de 301 deportistas, 160 hombres y 141 mujeres, que compitiron en 28 deportes.
Los portadores de la bandera en la ceremonia de apertura fueron el jugador de voleibol Bruno Rezende y la judoka Ketleyn Quadros.

## Medallistas
El equipo olímpico brasileño obtuvo las siguientes medallas:
| Nombre                      | Deporte       | Competición           |
| --------------------------- | ------------- | --------------------- |
| Oro                         |               |                       |
| Hebert Conceição            | Boxeo         | Medio (75 kg) M       |
| Equipo                      | Fútbol        | Torneo M              |
| Rebeca Andrade              | Gimnasia      | Salto de potro F      |
| Ana Marcela Cunha           | Natación      | 10 km F               |
| Isaquias Queiroz            | Piragüismo    | C1 1000 m M           |
| Ítalo Ferreira              | Surf          | Individual M          |
| Martine Grael Kahena Kunze  | Vela          | 49er FX F             |
| Plata                       |               |                       |
| Beatriz Ferreira            | Boxeo         | Ligero (57–60 kg) F   |
| Rebeca Andrade              | Gimnasia      | Concurso individual F |
| Rayssa Leal                 | Skateboarding | Calle F               |
| Kelvin Hoefler              | Skateboarding | Calle M               |
| Pedro Barros                | Skateboarding | Parque M              |
| Equipo                      | Voleibol      | Torneo F              |
| Bronce                      |               |                       |
| Alison dos Santos           | Atletismo     | 400 m vallas M        |
| Thiago Braz                 | Atletismo     | Salto con pértiga M   |
| Abner Teixeira              | Boxeo         | Pesado (91 kg) M      |
| Bruno Fratus                | Natación      | 50 m libres M         |
| Fernando Scheffer           | Natación      | 200 m libres M        |
| Laura Pigossi Luisa Stefani | Tenis         | Dobles F              |
| Daniel Cargnin              | Judo          | –66 kg M              |
| Mayra Aguiar                | Judo          | –78 kg F              |